# Kisrécse
Kisrécse je vas na Madžarskem, ki upravno spada pod podregijo Zalakarosi Županije Zala.